# Żarowytrzymałość
Żarowytrzymałość - odporność stopu na odkształcenia, zdolność metali i stopów do przenoszenia krótko- lub długotrwałych obciążeń (stałych lub zmiennych) w wysokiej temperaturze, połączona z odpornością na wielokrotne zmiany temperatury i niekiedy z żaroodpornością.
Żarowytrzymałość stali zapewniają pierwiastki podwyższające energię wiązania atomów w sieci roztworu stałego, co skutkuje podwyższeniem temperatury rekrystalizacji i topnienia. Do pierwiastków tych zaliczamy przede wszystkim molibden, wanad, wolfram oraz tytan, chrom i krzem.